# 農田水利會
農田水利會（簡稱水利會）是台灣源自日治時期的「水利組合」的法人農業組織，隨著時代更迭，該組織現今受中華民國相關法規規範。台灣曾於各地設有區域性的水利會，也有全國性的「農田水利會聯合會」，主要工作是水利事業的興辦、農業災害防治、以及其他農業政策或土地開發等事務。2017年時，臺灣一共有17個水利會，會員約有146.7萬人，灌溉管轄區有37.1萬公頃。
除了水利事務，農田水利會有多樣經費來源，且有會員強制入會的規定，事業營運區域約以一個縣為範圍，綿密組織系統類似農會，在地方能發揮公職人員選舉動員的效果，被認為足以牽動大型地方選舉，因此農田水利會人事也常被視為藍綠政黨的地方勢力；但自2020年10月1日起，全國的農田水利會改為公務機關並改組為管理處，處長改為官派，納入行政院農業委員會農田水利署管理；原水利會所持有的現金則成立特種基金，專款專用在農田水利事務上。

## 沿革
經第二次世界大戰的破壞，臺灣灌溉埤圳幾乎沒有一條完整良好；此一時期的農田水利工作主要著重於受損埤圳的修復，以恢復稻作生產。1945年，政府將「水利組合」改組為「農田水利協會」、「水害預防組合」更名為「防汛協會」，會長由會員選出、主管機關臺灣省政府農林處核派。1948年，農田水利協會與防汛協會合併改為40個「水利委員會」，並公布水利委員會設置辦法及水利委員會組織規程，該會兼具政府及人民團體身分。水利委員會的主任委員選出方式，由委員選舉後呈請該管縣政府核轉水利局核派。1956年至1960年，共4屆的會長，都是由會員代表大會選舉產生。
1970年，第5屆會長改由政府提名，水利會代表選之。1975年1月1日，台灣省政府實施〈台灣省加速農村建設時期健全農田水利會實施要點〉，實施期間會員代表暫不選舉，會長由省政府遴派，台北市由會員代表大會間接選舉，至1982年結束。
1982年，會長由省（市）主管機關就會員中具有會長候選資格，進行遴選。1993年，《農田水利會組織通則》增訂3年內改制公務機關，但又於1995年刪除此條文；1994年起至2002年，由省（市）主管機關徵求縣（市）主管機關的同意，就具有會長候派資格者中遴選。
2002年立法院修正《農田水利會組織通則》相關條文，確定會長由會員直接投票選舉產生。2002年首屆農田水利會選舉，會長任期4年，連選得連任一次。但自2002年起，農田水利會選舉平均投票率僅25%，且人頭會員充斥，包括A4農地、嬰兒會員由代理人投票情形屢見不鮮。因此2016年行政院再修正《農田水利會組織通則》部分條文（新增農田水利會員須滿20歲、有會員資格持續6個月以上、享灌溉或農田排水利益的土地面積合計達0.01公頃以上，才有權選舉、罷免會長及會務委員）。
2016、2017年年間，主張農田水利會改制為行政機關、會長由中央政府派任的風聲不斷。2017年10月5日，全國農田水利會反延任反改制自救會發動近二千人到立法院外反對農田水利會改制為公務機關。2017年11月9日，由具有台灣農村陣線背景的行政院農業委員會副主任委員陳吉仲在行政院會議通過《農田水利會組織通則》修正草案，再次確立農田水利會改制為公務機關的農政改革。2017年12月15日，立法院會議通過《農田水利會組織通則》修正草案逕付二讀。
2018年1月17日，立法院三讀通過《農田水利會組織通則》修正草案，農田水利會改制為公務機關，農田水利會第4屆會務委員、會長任期延長至2020年9月30日，農田水利會受《公務人員行政中立法》規範必須行政中立，未來將停辦農田水利會會長選舉；至於農田水利會資產處理、職員權益等，另以法律定之。
2020年10月1日，行政院農業委員會農田水利處與農田水利會整合升格為行政院農業委員會農田水利署，原台灣17個農田水利會改制為17個「農田水利署所屬管理處」並設有17個諮議會。

## 農田水利會列表

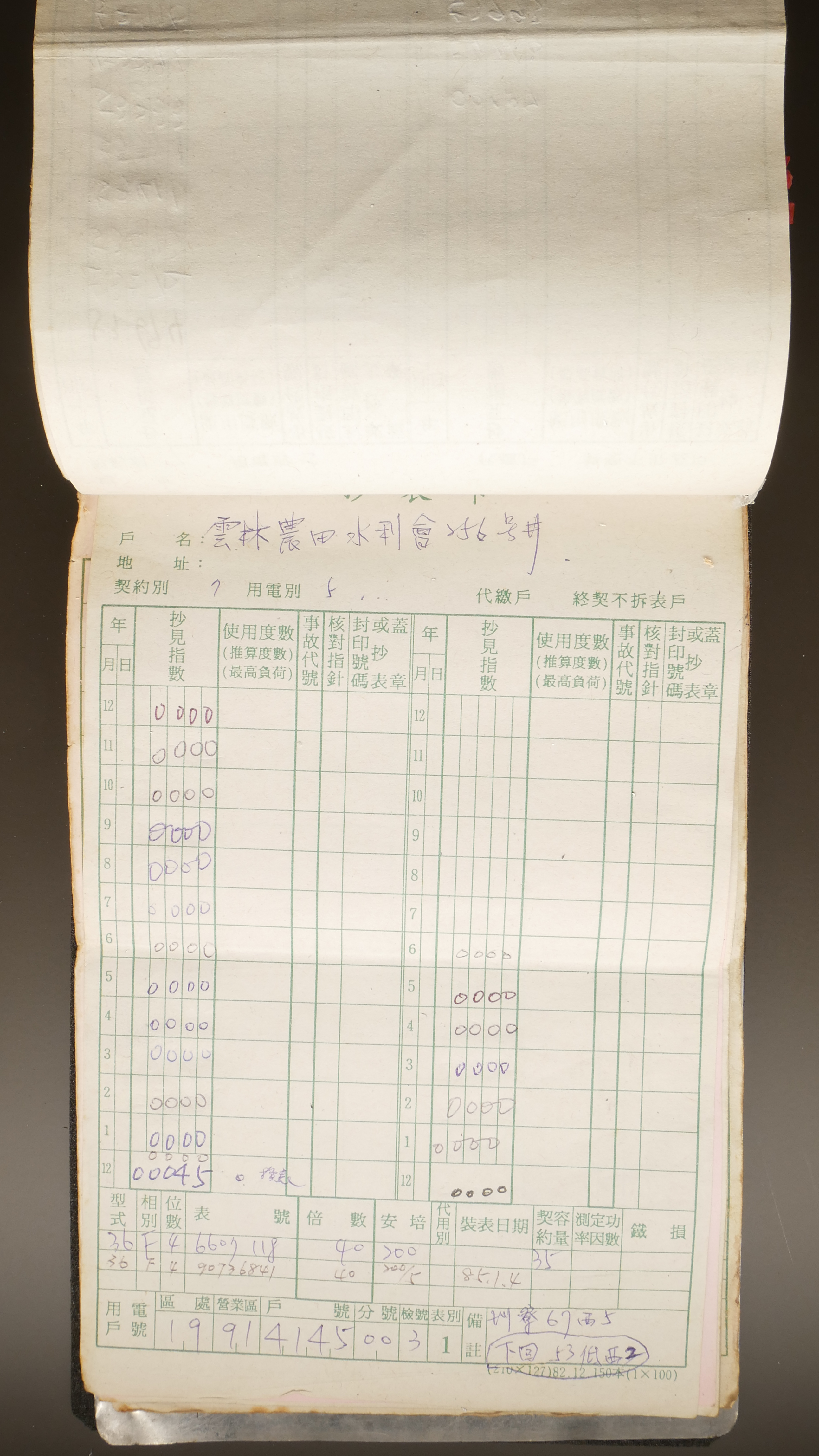
雲林農田水利會電表抄表卡簿

| 名稱             | 事業區                                             |
| ---------------- | -------------------------------------------------- |
| 農田水利會聯合會 | 全台（促進各水利會交流）                           |
| 瑠公農田水利會   | 臺北市、新北市                                     |
| 七星農田水利會   | 臺北市北投區、士林區、內湖區、南港區、新北市汐止區 |
| 北基農田水利會   | 新北市瑞芳地區、基隆市                             |
| 桃園農田水利會   | 桃園市北桃園、新北市、新竹縣                       |
| 石門農田水利會   | 桃園市南桃園、新北市、新竹縣                       |
| 新竹農田水利會   | 新竹市、新竹縣                                     |
| 苗栗農田水利會   | 苗栗縣、新竹縣、新竹市                             |
| 臺中農田水利會   | 苗栗縣南區、臺中市                                 |
| 彰化農田水利會   | 彰化縣、南投縣                                     |
| 南投農田水利會   | 臺中市霧峰、南投縣、彰化縣                         |
| 雲林農田水利會   | 雲林縣、嘉義縣、南投縣竹山鎮                       |
| 嘉南農田水利會   | 嘉義市、嘉義縣、台南市                             |
| 高雄農田水利會   | 台南市、高雄市、屏東縣                             |
| 屏東農田水利會   | 屏東縣                                             |
| 宜蘭農田水利會   | 宜蘭縣                                             |
| 花蓮農田水利會   | 花蓮縣                                             |
| 臺東農田水利會   | 臺東縣                                             |

## 外部連結
- 農田水利入口網 （页面存档备份，存于）